# Trichlor(phenyl)silan
Trichlor(phenyl)silan ist eine chemische Verbindung aus der Gruppe der Silane.

## Gewinnung und Darstellung
Trichlor(phenyl)silan kann durch Grignard-Reaktion von Siliciumtetrachlorid und Phenylmagnesiumchlorid oder durch Reaktion von Benzol mit Trichlorsilan gewonnen werden.
{\displaystyle \mathrm {ClMgC_{6}H_{5}+SiCl_{4}\longrightarrow Si(C_{6}H_{5})Cl_{3}+\ MgCl_{2}} }

## Eigenschaften
Trichlor(phenyl)silan ist eine wenig flüchtige, farblose Flüssigkeit mit stechendem Geruch, die sich in Wasser unter Bildung von Chlorwasserstoff zersetzt. Sie zersetzt sich bei Erhitzung, wobei Chlorwasserstoff, Kohlendioxid, Kohlenmonoxid und Siliciumdioxid entstehen können. Ihre wässrige Lösung reagiert stark sauer.

## Verwendung
Trichlor(phenyl)silan wird zur Herstellung von Siliconen, Hydrophobierungsmitteln und Haftvermittlern etc. verwendet.

## Sicherheitshinweise
Die Dämpfe von Trichlor(phenyl)silan können mit Luft ein explosionsfähiges Gemisch (Flammpunkt 86 °C, Zündtemperatur 544 °C) bilden.